# Il maestro e Margherita (film 2024)
Il Maestro e Margherita (Мастер и Маргарита) è un film del 2024 diretto da Michail Lokšin, adattamento dell'omonimo romanzo di Michail Bulgakov.

## Trama
Mosca, anni 1930. Il Maestro, un talentuoso scrittore, sta vivendo un periodo di grande difficoltà: la sua opera più importante, un romanzo che racconta la storia di Ponzio Pilato, viene respinta e censurata per via della sua critica velata al regime. Il Maestro, che si rifiuta di aderire alla propaganda ufficiale, viene espulso dall'Unione degli Scrittori Sovietici e si ritrova senza amici né lavoro. L'incontro casuale con Woland, un enigmatico professore tedesco, gli dà l'ispirazione per un nuovo romanzo, che racconta l’arrivo del diavolo a Mosca. Quest'opera diventa il suo rifugio, una via di fuga dalle difficoltà quotidiane, in cui il Maestro crea un mondo immaginario nel quale Woland è una manifestazione del diavolo stesso, e giustizia con violenza i principali fautori della sua caduta in disgrazia. Ben presto il confine tra romanzo e realtà si assottiglia, trame e sottotrame invadono la vita del Maestro, al punto da non poter più distinguere l'una e le altre.
Durante la stesura del romanzo, il Maestro incontra Margherita, una bellissima donna sposata con un uomo molto ricco. Ella ha un'anima dolente e complessa, segnata da una profonda sofferenza interiore e dalla continua solitudine, ma al contempo sa mostrarsi forte e determinata. Tra i due si instaurerà una tenera quanto tormentata storia d'amore: la donna diventerà la principale critica del nuovo romanzo del Maestro, e lo spingerà a proseguirne la scrittura esaltando la funzione sociale del romanzo. Un giorno, quando manca poco al completamento del romanzo, esasperata dalle deprivazioni imposte dal regime, Margherita propone al Maestro di fuggire insieme, ma poco dopo l'uomo viene tradito dall'amico Alojzij Mogaryč, scrittore fallito che lo denuncia alla polizia adducendo come motivo la critica sociale e politica del romanzo, che non può essere tollerata dal regime. Il Maestro tenta di bruciare il manoscritto del suo romanzo, ma viene comunque arrestato e internato presso un manicomio, dove viene sottoposto a varie terapie d'urto come l'elettroshock, che minano ulteriormente la sua sanità mentale. Supportato da un'infermiera che gli fornisce il materiale per continuare a scrivere, il Maestro riesce però a completare il suo romanzo, e una volta finito ne consegna il manoscritto all'infermiera, chiedendole di darlo a Margherita quando sarebbe giunta a cercarlo; dopodiché, rubate le chiavi della sua cella, si suicida gettandosi nel vuoto.
Nel frattempo Margherita, riuscita a rintracciare il Maestro, si reca al manicomio e riceve il manoscritto dall'infermiera, che equivale alla notizia della sua morte. Sconcertata, decide di uccidersi a sua volta e, dopo aver ingerito una gran quantità di medicinali, legge la parte finale del romanzo: anche in questo caso la realtà si fonde alla fantasia, e durante l'agonia Margherita "vive" il ruolo che il Maestro le aveva assegnato nella storia. In essa, Margherita viene contattata da Woland, che le consegna un unguento magico grazie al quale ottiene il potere di volare e rendersi invisibile; diventata così una strega, la donna si vendica degli ultimi responsabili della caduta del Maestro. Woland le chiede dunque di presiedere un ballo demoniaco al quale, giungendo attraverso la porta dell'inferno, prenderanno parte le anime più malvagie della storia. Margherita sostiene con grande forza d'animo questa terrificante prova, che culmina nell'uccisione dell'ultimo nemico del Maestro; al termine, Woland le concede un premio, e lei chiede che le venga restituito il suo amato. Woland la accontenta, ammonendola però che nulla potrà più essere come prima.
Il Maestro e Margherita, finalmente riuniti, assistono assieme a Woland e al suo seguito all'apocalittica scena del crollo di tutti i regimi di Russia, causato dall'intervento del gatto Behemoth, fedele servitore di Woland. I due amanti vivranno quindi insieme in un rifugio metafisico, lontano dalla realtà, mentre Woland si appresta a leggere il manoscritto del Maestro, salvato dalle fiamme.

## Produzione
Nel 2018 è stato annunciato un nuovo adattamento cinematografico del romanzo di Michail Bulgakov, per la regia di Nikolaj Lebedev. Il progetto non sarebbe entrato in lavorazione fino al 2020, quando Michail Lokšin si unì alla produzione in veste di regista e sceneggiatore. 
Le riprese, svoltesi tra Mosca, San Pietroburgo e Malta, iniziarono nel luglio 2021 e furono portate a termine nell'ottobre 2021.

## Distribuzione
Inizialmente prevista per il 2022, la distribuzione del film fu posticipata al 2023 in seguito alla decisione della Universal Pictures di abbandonare progetti cinematografici russi in seguito all'invasione dell'Ucraina. Il film è stato distribuito nelle sale russe il 25 gennaio 2024.
In Italia il film, sebbene inizialmente annunciato per il 15 maggio 2025, è uscito il 19 giugno 2025.

## Accoglienza

### Incassi
Il film ha incassato 29126542 $, di cui 329660 € in Italia.

### Critica
Il film è stato accolto positivamente dalla critica russa, tanto che il critico Anton Dolin lo ha definito il primo adattamento ben riuscito del romanzo, nonché il miglior film commerciale realizzato nella storia della Russia moderna.
Tuttavia, il film è stato criticato da attivisti filo-putiniani, tra cui Zachar Prilepin, Tigran Keosajan e Vladimir Solov'ëv, che hanno tacciato Il maestro e Margherita di essere critico nei confronti dell'operazione militare in Ucraina e della censura governativa. I detrattori del film hanno inoltre richiesto un'indagine sul perché la pellicola sia stata finanziata dal Ministero della cultura, richiedendo anche che il regista fosse messo sotto indagine dalle autorità.